# Џорџ Бест
Џорџ Бест (22. мај 1946 — 25. новембар 2005) је крилни нападач Манчестер јунајтеда и репрезентације Северне Ирске. Био је члан чувене генерације Базбијевих беба која је 1968. године Манчестеру донела први Куп Европских шампиона. Исте године проглашен је за најбољег фудбалера Европе у традиционалној анкети Франс фудбала. У бројним анкетама сврставан је међу најбоље играче света свих времена, а у родној Северној Ирској уздигнут је у статус божанства.
Велику сметњу каријери од самог почетка причињавао је његов начин живота, тачније љубав према алкохолу, која га је на крају коштала и живота. Иако му је пресађена јетра, преминуо је у Лондону 25. новембра 2005. након што су му отказали бубрези.
На његовој сахрани у родном Белфасту окупило се око 100.000 људи, који су и поред кише која је падала цео дан, дошли да одају пошту најбољем фудбалеру Северне Ирске и једном од најбољих играча свих времена. Земљаци су му се одужили и тако што је по њему назван међународни аеродром у Белфасту, а Банка Алстера је на годишњицу смрти издала милион новчаница од по пет фунти стерлинга са његовим ликом.